# Финале Купа европских шампиона 1973.
Финале Купа шампиона 1973. је била финална утакмица сезоне Купа шампиона 1972/73, која се одиграла 30. маја 1973. на стадиону Црвене звезде у Београду, популарној Маракани, између Ајакса и Јувентуса. Ајакс је победио резултатом 1:0, па је тако дошао до своје треће укупне и узастопне титуле првака Европе. Победносни гол за Ајакс постигао је Џони Реп већ у 5. минуту утакмице. Меч је судио Миливоје Гугуловић из Ниша.

## Пут до финала
| Ајакс         | Ајакс        | Ајакс        | Ајакс        | Коло         | Јувентус       | Јувентус  | Јувентус | Јувентус |
| ------------- | ------------ | ------------ | ------------ | ------------ | -------------- | --------- | -------- | -------- |
| Противник     | Ук. рез.     | 1. меч       | 2. меч       |              | Противник      | Ук. рез.  | 1. меч   | 2. меч   |
| Без утакмице  | Без утакмице | Без утакмице | Без утакмице | Прво коло    | Олимпик Марсељ | 3:1       | 0:1 (Г)  | 3:0 (Д)  |
| ЦСКА Софија   | 6:1          | 3:1 (Г)      | 3:0 (Д)      | Друго коло   | Магдебург      | 2:0       | 1:0 (Д)  | 1:0 (Г)  |
| Бајерн Минхен | 5:2          | 4:0 (Д)      | 1:2 (Г)      | Четвртфинале | Ујпешт Дожа    | 2:2 (пгг) | 0:0 (Д)  | 2:2 (Г)  |
| Реал Мадрид   | 3:1          | 2:1 (Д)      | 1:0 (Г)      | Полуфинале   | Дерби каунти   | 3:1       | 3:1 (Д)  | 0:0 (Г)  |

## Утакмица
| Ајакс  | 1:0      | Јувентус |
| ------ | -------- | -------- |
| Реп 5’ | Извештај |          |

| Ајакс | Јувентус |

| Г            | 1  | Хајнц Стој       |
| ДБ           | 3  | Вим Сјурбир      |
| ЦБ           | 13 | Бари Хулшоф      |
| ЦБ           | 12 | Хорс Бланкенбург |
| ЛБ           | 4  | Руд Крол         |
| В            | 7  | Јохан Нескенс    |
| В            | 15 | Ари Хан          |
| В            | 9  | Гери Мурен       |
| РК           | 16 | Џони Реп         |
| Н            | 14 | Јохан Кројф (к)  |
| ЛК           | 11 | Пит Кајзер       |
| Тренер:      |    |                  |
| Стефан Ковач |    |                  |

| Г                 | 23 | Дино Зоф             |     |     |
| Л                 | 6  | Сандро Салвадоре (к) |     |     |
| ДБ                | 2  | Ђанпјетро Маркети    |     |     |
| ЦБ                | 5  | Франческо Морини     |     |     |
| ЛБ                | 3  | Силвио Лонгобуко     |     |     |
| В                 | 8  | Франко Каузио        |     | 57’ |
| В                 | 4  | Ђузепе Фурино        | 66’ |     |
| В                 | 10 | Фабио Капело         |     |     |
| ДН                | 7  | Жозе Алтафини        |     |     |
| Н                 | 9  | Пјетро Анастази      |     |     |
| ЛН                | 11 | Роберто Бетега       |     | 49’ |
| Измјене:          |    |                      |     |     |
| В                 | 15 | Хелмут Халер         |     | 49’ |
| В                 | 14 | Антонело Кукуреду    |     | 57’ |
| Тренер:           |    |                      |     |     |
| Честимир Вицпалек |    |                      |     |     |

| Помоћне судије: Ратко Чанак Петар Костовски | Правила утакмице - 90 минута. - 30 минута продужетака ако буде нерешено након 90 минута. - Једанаестерци уколико буде нерешено након продужетака. - Максимум три измене. |

## Галерија слика са утакмице
- Излазак играча на терен
- Детаљ са утакмице
- Судија Гугуловић додељује жути картон Фурину
- Јохан Кројф прима трофеј Купа шампиона. Обучен је у Јувентусов дрес јер је пре примања трофеја разменио дресове са Јувентусовим играчем